# Llista d'aglomeracions de la Unió Europea
Les aglomeracions o àrees metropolitanes de més de 500.000 habitants de la Unió Europea apareixen ordenades per població en la següent llista, on figura també l'estat membre on es troba cadascuna de les ciutats (o la regió de l'àmbit lingüístic, quan escau). Les dades s'han tret de la United Nations Department of Economic and Social Affairs, i són del 2015. Per a una revisió actualitzada de les dades visiteu la pàgina web de Nacions Unides sobre la població mundial.
1. París, 11.354.000	França
2. Essen (Regió del Ruhr), 5.823.685 Alemanya
3. Madrid, 5.603.285 Espanya
4. Barcelona, 4.856.579 Països Catalans
5. Berlín, 4.101.213	Alemanya
6. Roma, 3.816.173 Itàlia
7. Milà, 3.752.956 Itàlia
8. Atenes, 3.187.734	Grècia
9. Nàpols, 3.000.000 Itàlia
10. Katowice (Silèsia), 2.930.800 Polònia
11. Stuttgart, 2.700.000 Alemanya
12. Lisboa, 2.661.850	Portugal
13. Hamburg,	2.515.468 Alemanya
14. Varsòvia,	2.269.000 Polònia
15. Brussel·les, 1.900.000 Bèlgica
16. Torí, 1.900.000 Itàlia
17. Frankfurt del Main, 1.896.741 Alemanya
18. Múnic, 1.893.715 Alemanya
19. Viena, 1.825.287 Àustria
20. Colònia, 1.823.475 Alemanya
21. Budapest,	1.775.203 Hongria
22. València,	1.730.853 Països Catalans
23. Lió, 1.705.000 França
24. Estocolm,	1.684.420 Suècia
25. Mannheim,	1.568.679 Alemanya
26. Marsella,	1.551.000 França
27. Anvers, 1.500.000 Bèlgica
28. Palerm, 1.380.000 Itàlia
29. Düsseldorf, 1.315.736 Alemanya
30. Sevilla, 1.294.081 Espanya
31. Porto, 1.227.317 Portugal
32. Cracòvia,	1.200.000 Polònia
33. Lilla, 1.182.026 França
34. Praga, 1.161.938 Txèquia
35. Copenhaguen,1.085.813 Dinamarca
36. Tolosa, 1.041.000 França
37. Rotterdam, 1.039.566 Països Baixos
38. Amsterdam, 1.038.382 Països Baixos
39. Hèlsinki,	1.027.305 Finlàndia
40. Màlaga, 1.019.292 Espanya
41. Nuremberg, 1.018.211 Alemanya
42. Dublín, 1.004.614 Irlanda
43. Hannover,	996.586 Alemanya
44. Bordeus, 979.262 França
45. Saarbrücken, 959.084 Alemanya
46. Bilbao, 946.829 Espanya
47. Bonn, 878.742 Alemanya
48. Oviedo-Gijón, 850.097 Espanya
49. Bremen, 849.800 Alemanya
50. Karlsruhe, 846.222 Alemanya
51. Göteborg,	810.372	Suècia
52. Tessalònica, 800.764 Grècia
53. Lódz, 789.318 Polònia
54. Wiesbaden, 780.190 Alemanya
55. Catània, 765.623 Itàlia
56. Riga, 747.157 Letònia
57. Nantes, 715.358 França
58. Alacant, 711.215 País Valencià
59. Gènova, 701.032 Itàlia
60. Florència, 700.000 Itàlia
61. Grenoble, 696.326 França
62. Dresden, 681.953 Alemanya
63. Saragossa, 656.922 Espanya
64. Wrocław, 640.367 Polònia
65. Las Palmas de Gran Canaria, 609.628 Espanya
66. Rouen, 608.671 França
67. Lieja, 600.000 Bèlgica
68. Montpeller, 591.646 França
69. Aquisgrà, 584.342	Alemanya
70. Bielefeld, 578.980 Alemanya
71. Poznań, 578.886 Polònia
72. Rennes, 569.932 França
73. Leipzig, 568.200 Alemanya
74. Múrcia, 557.583 Espanya
75. Estrasburg, 557.120 França
76. Vílnius, 542.287 Lituània
77. Malmö, 532.674 Suècia
78. Darmstadt, 525.046 Alemanya
79. Niça, 506.694 França